# Geórgios Epitídios
Geórgios Epitídios (en grec : Γεώργιος Επιτήδειος), né le 2 mars 1953 à Athènes, est un ancien militaire et homme politique grec. Il devient membre de l'Aube dorée en 2014 puis quitte le parti en avril 2019.

## Biographie
Geórgios Epitídios étudie au sein de plusieurs écoles militaires grecques, comme l'École des Évelpides, mais aussi américaines. Il sert les forces armées grecques, atteignant le grade de général. 
Avant de prendre sa retraite, il est officier d'état-major et commandant de l'école d'artillerie grecque. Il a également servi comme officier d'état major au siège du SHAPE et a été directeur du département des opérations courantes et de gestion de crise de l'État-major de l'Union européenne.
En 2014, alors que le chef de l'Aube dorée Nikólaos Michaloliákos se trouve en détention provisoire depuis septembre 2013, Epitídios et Synadinós sont approchés par Ilías Kasidiáris, porte parole du parti, afin qu'ils se présentent sur leur liste électorale des élections européennes de 2014. L'Aube dorée réalisant un score de 9,4% et obtenant 3 députés, Epitídios est élu député européen le 25 mai 2014.
La présence de personnalités externes à l'Aube dorée n'étant pas souhaitée par Michaloliákos, Epitídios ne sera pas reconduit sur la liste électorale pour les élections européennes de 2019. Il quitte alors le parti le 23 avril 2019.